# Касіт Піром
Касіт Піром (тай. กษิต ภิรมย์, англ. Kasit Piromya; нар. 15 грудня 1944 року в Тхонбурі, Таїланд) — таїландський політик і дипломат, Надзвичайний і повноважний посол Королівства Таїланд в ряді країн, включаючи СРСР (1991), РФ, Україна і СНД (1992—1994), Монголію (1991—1994), Індонезію і Папуа — Нову Гвінею (1994—1996), Німеччину (1997—2001), Японію (2001—2004) і США (2004—2005). Міністр закордонних справ королівства в 2008—2011 роках.

## Життєпис
Народився і провів дитинство в містечку Тхонбурі (нині один з округів Бангкоку, столиці Таїланду), навчався «через річку» в християнському коледжі в Бангкоку. Згодом закінчив Коледж Св. Йосипа в гірському Дарджилінгі на півночі Індії.
Отримав кілька вищих освіт, включаючи навчання на факультеті політології таїландського Університету Чулалонгкорна, ступінь бакалавра з міжнародних відносин Джорджтаунського університету в США (випуск 1968 року), а також диплом з міжнародних відносин і ступінь магістра суспільних наук Міжнародного інституту соціальних досліджень при Еразмському університеті Роттердама в Нідерландах (1971 р.).
З 1968 року на дипломатичні роботі в Міністерстві закордонних справ Таїланду. Послідовно перебував на посадах третього секретаря департаменту міжнародних організацій (з 1968), відділу аналізу новин департаменту інформації (з 1969) і відділу СЕАТО департаменту міжнародних організацій (з 1972).
З 1975 почав працювати в складі зарубіжного представництва Таїланду — третім, а згодом другим секретарем таїландського посольства в Брюсселі і представництва в Євросоюзі.
Повернувшись в 1979 році на батьківщину, аж до початку 1990-х продовжує кар'єру в МЗС на позиціях другого і першого секретарів департаменту з економічних питань. З 1981 року піднімається до керівництва відділами міністерства, проходячи пости директора відділів комерції та промисловості, економічної інформації (з 1983), політики і планування (з 1984) і заст. генерального директора департаменту з економічних питань (з 1985). З 1988 року очолює департамент міжнародних організацій МЗС і отримує вищий дипломатичний ранг посла.
У 1991 році призначається Надзвичайним і Повноважним Послом Королівства Таїланд в СРСР, за сумісництвом очолюючи дипвідносини з Монгольської Народної Республікою. Після розпаду СРСР аж до початку 1994 року продовжує керувати диппредставництвом як перший посол Таїланду в РФ, зберігаючи повноваження посла в Монголії і додатково керуючи дипвідносинами з Україною та з країнами СНД.
У 1994 році отримує призначення послом Таїланду в Індонезії і за сумісництвом в Папуа — Нову Гвінею (до 1996 року). У 1997—2001 роках виконував обов'язки посла Королівства Таїланд в Німеччині (в Бонні, з подальшим переведенням посольства в Берлін), в 2001—2004 — в Японии, в 2004—2005 годах — в США.
20 грудня 2008 року було призначено королем Пхуміпон Адульядетом на посаду міністра закордонних справ в уряді Апхісіта Ветчачіви. Серед підстав для такого вибору називалися як його дипломатичний досвід, так і колишню належність до опозиційної групи «Народний союз за демократію». Відправлений у відставку змістити з усім кабінетом Ветчачіви після поразки на виборах влітку 2011 року.

## Нагороди та відзнаки
- 1974 — Офіцер (4-й клас) Орден Білого слона.
- 1977 — Командор (3-й клас) ордена Корони Таїланду.
- 1982 — Лицар-командор (2-й клас) ордена Корони Таїланду.
- 1987 — Лицар-командор (2-й клас) ордена Білого слона.
- 1988 — Лицар Великого хреста (1-й клас) ордена Корони Таїланду.
- 1991 — Лицар Великого хреста (1-й клас) ордена Білого слона.
- 1993 — Медаль Чаркрабарті Мала (громадянська медаль за довгу бездоганну службу).
- 1994 — Лицар Великий стрічки (спеціальний клас) ордена Корони Таїланду.
- 1999 — Лицар Великий стрічки (спеціальний клас) ордена Білого слона.
- 2001 — Великий хрест ордена «За заслуги перед Федеративною Республікою Німеччина» із зіркою і плечовий стрічкою.[7]
- 2004 — Вища (1-я) ступінь Орден Висхідного сонця (Японія).[5]